# Arcidiocesi di Hohot
L'arcidiocesi di Hohot (in latino: Archidioecesis Soeiiuenensis) è una sede metropolitana della Chiesa cattolica in Cina. Nel 1950 contava 41.932 battezzati su 1.065.775 abitanti. La sede è vacante.

## Territorio
L'arcidiocesi comprende parte della regione autonoma cinese della Mongolia Interna. Essa si estende sull'intera città-prefettura di Hohhot, comprensiva di tutte le suddivisioni che ne dipendono (i distretti di Huimin, Xincheng, Yuquan e Saihan; le contee di Togtoh, Wuchuan, Horinger e Qingshuihe; e la bandiera sinistra di Tumd).
Sede arcivescovile è la città di Hohhot (in passato chiamata Suiyuan), dove si trova la cattedrale del Sacro Cuore di Gesù.

## Storia
Il vicariato apostolico della Mongolia Sudoccidentale fu eretto l'11 dicembre 1883 con il breve Quo sacra missio di papa Leone XIII, ricavandone il territorio dal vicariato apostolico della Mongolia (oggi diocesi di Chongli-Xiwanzi).
Il 14 marzo 1922 assunse il nome di vicariato apostolico di Suiyuan (Hohot).
L'11 aprile 1946 il vicariato apostolico è stato elevato ad arcidiocesi metropolitana con la bolla Quotidie Nos di papa Pio XII.
Il 24 giugno 1997 fu ordinato vescovo "ufficiale" il sacerdote John Baptist Wang Xixian, deceduto il 25 maggio 2005. Gli è succeduto, dopo cinque anni di sede vacante, monsignor Paul Meng Qinglu, ordinato il 18 aprile 2010, riconosciuto dal governo, ma anche dalla Santa Sede.
In diocesi è esistito almeno un vescovo "clandestino", Joseph Li Congzhe, ordinato vescovo nel 1984 e morto il 20 giugno 2002.

## Cronotassi dei vescovi
Si omettono i periodi di sede vacante non superiori ai 2 anni o non storicamente accertati.
- Alphonse de Voss, C.I.C.M. † (12 dicembre 1883 - 21 luglio 1888 deceduto)
- Ferdinand Hubertus Hamer, C.I.C.M.  † (30 agosto 1888 - 15 luglio 1900 deceduto)
- Alfonso Bermyn, C.I.C.M. † (3 aprile 1901  - 16 febbraio 1915 deceduto)
- Louis Van Dyck, C.I.C.M. † (10 agosto 1915 - 1937 dimesso)
- Louis Morel, C.I.C.M. † (21 marzo 1938  - 19 agosto 1951 dimesso[2])
- Francis Wang Hsueh-ming (Wang Xue-ming) † (19 agosto 1951  - 10 febbraio 1997 deceduto)
  - Sede vacante
  - Joseph Li Congzhe † (1984 consacrato - 20 giugno 2002 deceduto) (vescovo clandestino)
  - John Baptist Wang Xixian † (24 giugno 1997 consacrato - 25 maggio 2005 deceduto)
  - Paul Meng Qinglu, consacrato il 18 aprile 2010

## Statistiche
L'arcidiocesi nel 1950 su una popolazione di 1.065.775 persone contava 41.932 battezzati, corrispondenti al 3,9% del totale.
| anno | popolazione | popolazione | popolazione | presbiteri | presbiteri | presbiteri | presbiteri                | diaconi | religiosi | religiosi | parrocchie |
| anno | battezzati  | totale      | %           | numero     | secolari   | regolari   | battezzati per presbitero | diaconi | uomini    | donne     | parrocchie |
| ---- | ----------- | ----------- | ----------- | ---------- | ---------- | ---------- | ------------------------- | ------- | --------- | --------- | ---------- |
| 1950 | 41.932      | 1.065.775   | 3,9         | 69         | 36         | 33         | 607                       |         |           | 34        | 29         |

Secondo le fonti statistiche riportate da www.ucanews.com, nel 2010 la diocesi contava 65.000 fedeli su una popolazione di 2.867.000 abitanti, pari al 2.2% del totale; i sacerdoti erano 21 e le religiose 16, per un totale di 33 fra chiese e stazioni missionarie.